# حادث سيمانشال اكسبرس
في 3 فبراير 2019، وقع حادث سيمانشال اكسبرس بالقرب من صهدي بوزورغ في منطقة فيشالي في بيهار، بالهند. تسبب الحادث في قتل ستة أشخاص وإصابة أكثر من 30 آخرين.

## الحادثة
أشارت التحقيقات إلى أن الخروج عن المسار قد حدث بسبب كسر في إحدى خطوط السكك الحديدية مما أدى إلى خروج عدد قليل من العربات وانحرافها عن القضبان.
صرح أحد الناجيين من الحادثة لوسائل الإعلام قائلا:
«سمعت دويا كبيرا وسقطت على أرضية الأريكة. كان الظلام شديدًا، لم أتمكن من رؤية أي شيء لكني شعرت بالزجاج المكسور في كل مكان».

## وصلات خارجية
- حادث سيمانشال اكسبرس
- الحكومة الهندية تكشف عن سبب الحادث

فيديو
- حادث سيمانشال اكسبرس يتسبب في مقتل 6 على الأقل
- تصريحات لشهود عيان.